# Petar Dobrović
Petar Dobrović, en serbe cyrillique Петар Добровић et en hongrois Péter Dobrovits (né à Pécs le 14 janvier 1890 et mort à Belgrade le 21 janvier 1942, est un peintre et un homme politique serbe d'origine hongroise.

## Biographie
Né à Pécs, en Hongrie, de parents d'origine croate (son père est serbe et sa mère est d'origine allemande, mais avant de s'installer en Hongrie, cette famille serbe a vécu sur le territoire de l'actuelle Croatie), Petar Dobrović fit ses études de peinture à Budapest et à Paris. Il exposa à Budapest en 1911 et, en 1917, sa toile Les Bohémiens, fut achetée par le musée des Beaux-Arts de cette ville.
Le 14 août 1921, il fut élu président de l'éphémère république serbo-hongroise de Baranya-Baja, puis il s'installa dans le royaume de Yougoslavie. Il devint professeur à l'Académie des Beaux-Arts de Belgrade. Mort en 1942, il est enterré au nouveau cimetière (novo groblje) de Belgrade.
Petar Dobrović était célèbre pour ses portraits (Portrait d'acteur, 1917) et ses paysages. D'abord inscrit dans la mouvance de l'impressionnisme, il fut attiré par le cubisme, avant d'être considéré comme un représentant du colorisme serbe. Beaucoup de ses œuvres sont conservées à la Galerie Petar Dobrović à Belgrade.

### Ouvrage
Simona Čupić, Petar Dobrović,  (ISBN 86-07-01484-6)